# Centropomus mexicanus
Centropomus mexicanus är en fiskart som beskrevs av Bocourt, 1868. Centropomus mexicanus ingår i släktet Centropomus och familjen Centropomidae. Inga underarter finns listade i Catalogue of Life.